# Desastre ferroviário de Armagh

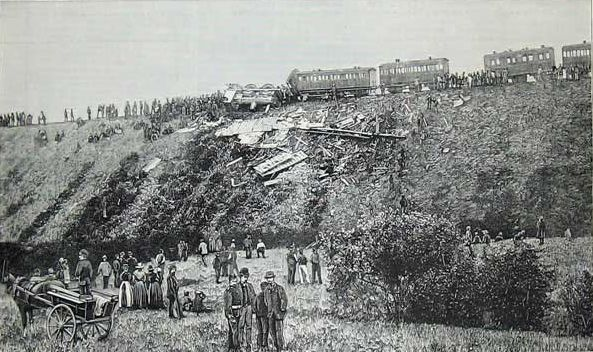
Local do acidente.

O desastre ferroviário de Armagh aconteceu em 12 de junho de 1889 perto de Armagh, Ulster, na Irlanda, quando um trem de excursão da escola dominical, que estava lotado, teve problemas com um aclive íngreme. 

## O acidente
A locomotiva a vapor não conseguiu completar a subida e o trem parou. A tripulação do trem decidiu dividi-lo e levar adiante a parte da frente, deixando a parte traseira na linha. A parte traseira foi inadequadamente travada e desceu em rapidamente o gradiente, colidindo com o trem seguinte.
Oitenta pessoas foram mortas e 260 ficaram feridas, cerca de um terço delas eram crianças. Foi o pior desastre ferroviário no Reino Unido no século XIX e continua sendo o pior desastre ferroviário da Irlanda. Até hoje, é o quarto pior acidente ferroviário do Reino Unido.